# Dorpenomloop Rucphen
Der Dorpenomloop Rucphen ist ein niederländisches Straßenradrennen. Das Eintagesrennen führt rund um Rucphen.
Das Radrennen wurde im Jahr 1999 erstmals für Berufsfahrer ausgetragen; in den Jahren 2004 und 2010 fand es nicht statt. Es ist seit 2011 Teil der UCI Europe Tour und in die UCI-Kategorie 1.2 eingestuft. Entstanden ist das Rennen unter dem Namen „Grand Prix Rucphen“ als Eintagesrennen für Amateure.
Die Siegerliste ist geprägt durch Radrennfahrer aus den Niederlanden.

## Sieger (ab 2011)
| Jahr | Sieger               | Zweiter             | Dritter                 |          |
| ---- | -------------------- | ------------------- | ----------------------- | -------- |
| 2011 | Barry Markus         | Moreno Hofland      | Steve Schets            |          |
| 2012 | Giorgio Brambilla    | Patrick Clausen     | Angelo Furlan           |          |
| 2013 | Dylan van Baarle     | Daniel McLay        | Fábio Silvestre         |          |
| 2014 | Michael Carbel       | Daniel McLay        | Johim Ariesen           |          |
| 2015 | Floris Gerts         | Tijmen Eising       | Elmar Reinders          |          |
| 2016 | Aidis Kruopis        | Antoine Demoitié    | Coen Vermeltfoort       |          |
| 2017 | Maarten van Trijp    | Fabio Jakobsen      | Raymond Kreder          |          |
| 2018 | Mikkel Bjerg         | Rune Herregodts     | Maarten van Trijp       |          |
| 2019 | abgesagt             | abgesagt            | abgesagt                | abgesagt |
| 2020 | David Dekker         | Brenton Jones       | Matthew Bostock         |          |
| 2021 | Elias Van Breussegem | Coen Vermeltfoort   | Martijn Budding         |          |
| 2022 | Maikel Zijlaard      | Sasha Weemaes       | Timothy Dupont          |          |
| 2023 | Laurenz Rex          | Gianluca Pollefliet | Andrea Raccagni Noviero |          |
| 2024 | Johan Dorussen       | Huub Artz           | Henrik Pedersen         |          |
| 2025 | Milan De Ceuster     | Jonas Goeman        | Luke Verburg            |          |

Anmerkung zu 2019: abgebrochen wegen orkanartiger Windböen

## Sieger (bis 2009)
- 2009  Johan Landström
- 2008  Arne Hassink
- 2007  Reinier Honig
- 2006  Peter Woestenberg
- 2005  Fulco van Gulik
- 2004 nicht ausgetragen
- 2003  Francois Franse
- 2002  Martin Van Steen
- 2001  Jan Schilder
- 2000  Wilco Zuijderwijk
- 1999  Ronald van der Tang
- 1964  Hans den Hartog